# 柳井津町
柳井津町（やないつちょう）は、山口県玖珂郡にあった町。現在の柳井市の中心部、山陽本線・柳井駅の周辺にあたる。

## 歴史
- 1889年（明治22年）4月1日 - 町村制の施行により、近世以来の柳井津町が単独で自治体を形成。
- 1905年（明治38年）1月1日 - 柳井村・古開作村と合併して柳井町が発足。同日柳井津町廃止。

## 交通

### 鉄道路線
- 山陽鉄道
  - 本線（現・山陽本線）
    - 柳井津駅（現・柳井駅）